# Marie Bracquemond
Marie Bracquemond (Landunvez, Finisterre; 1 de diciembre de 1840-Sèvres, Altos del Sena; 17 de enero de 1916), cuyo nombre de nacimiento era Marie Anne Caroline Quivoron, fue una pintora, grabadora y ceramista francesa del siglo XIX. El crítico de arte Gustave Geffroy en su libro Historia del impresionismo, publicado en 1894, mostró su admiración por la obra de Marie Bracquemond, ya que la definió como una de “las tres damas del impresionismo” junto con Mary Cassatt y Berthe Morisot.

## Trayectoria
Nacida en la Bretaña francesa el 1 de diciembre de 1840, Marie creció en un clima muy diferente al ambiente intelectual y culto de las otras grandes pintoras del impresionismo. Sus progenitores se unieron bajo un matrimonio de conveniencia, y su padre, capitán de un barco, murió poco tiempo después de su nacimiento. En un corto periodo de tiempo su madre se casó de nuevo con M. Pasquiou y esto hizo que la familia se trasladara continuamente de ciudad en ciudad por motivos laborales de su padrastro. La familia viajó de Bretaña al Jura y de Suiza a Auvernia antes de instalarse definitivamente en la pequeña ciudad de Étampes, al sur de la capital francesa.
Según las palabras de Berthe Morisot al hijo de Marie, Pierre, su primer trabajo pictórico fue un regalo que hizo a su madre con motivo de su cumpleaños. Para crearlo utilizó como pigmentos los colorantes de los pétalos de algunas flores. Deslumbrado por su agudeza, un amigo de la familia le agasajó con una caja de acuarelas para que continuara su labor. Se inició en el mundo de la pintura junto con su hermana Louise a través de las lecciones de un artista local de la región llamado Sr. Wasser. Cuando contaba con diecisiete años participó en el Salón con un dibujo de su madre, su hermana y su profesor. Después de este suceso, un amigo de la familia le presentó al afamado pintor Jean-Auguste Dominique Ingres (1780-1867), con quien se formó en el dibujo académico. En palabras de Berthe Morisot, ese pintor mostraba una baja valoración hacia sus alumnas, algo que también defendió Marie, como se aprecia en el manuscrito de su hijo Pierre titulado La vie de Félix et Marie Bracquemond:

"Dudaba del coraje y la perseverancia de las mujeres en el campo de la pintura. Quería imponer límites a las mujeres artistas en el campo de la pintura, encasillarlas en la pintura de flores, de bodegones, de retratos y escenas propias de su sexo"

A pesar de ello, la artista le mostró unos dibujos que había hecho de su hermana Louise, y el maestro asombrado le recomendó que se alejara de los temas banales de su localidad para que se centrara en la representación de la naturaleza. Su encuentro con Ingres reforzó sus deseos por continuar trabajando en el universo de la pintura a pesar de los obstáculos que se le interponían, pues como escribió por esas fechas:

“No quiero pintar flores. Quiero trabajar en la pintura y expresar aquellos sentimientos que el arte me inspira”

Durante su primera etapa, Marie trabajó de forma constante en el Museo del Louvre realizando copias de pinturas por encargo. En 1866, cuando se encontraba acompañada por su madre y por su hermana, conoció a Félix Bracquemond, un arduo defensor de las prácticas tradicionales, con quien se casó en 1869 y con quien tuvo a su hijo Pierre en 1870. Por motivo de la unión, Marie pudo conocer a un gran número de artistas y establecer relaciones cordiales con alguno de ellos, como con Edouard Manet, Edgar Degas yHenri Fantin-Latour; y con pintores impresionistas como Alfred Sisley, Claude Monet y Camille Pisarro. Además se relacionó con críticos de arte y coleccionistas de estampas japonesas como Philippe Burty. Monet fue quien animó a la pintora a alejarse de los tonos oscuros utilizados por Ingres para que se acercara a los planteamientos del impresionismo y a la pincelada libre.
La elección de Marie por incluirse dentro de los parámetros defendidos por los impresionistas provocó discrepancias entre el matrimonio. Félix fue uno de los grabadores más afamados de su tiempo y un ceramista reconocido en su época. Además, fue impulsor de la entrada del japonismo y uno de los primeros en divulgar en la capital francesa los grabados japoneses. Es por ello por lo que quiso que su mujer conociese y se relacionase con la obra de los pintores más admirados por él, en especial los de la corriente realista, como Chardin, Bonvin y Ribot. Además, era un crítico feroz de la estética impresionista, pues defendía que la línea era más importante que el color y que la disciplina que otorgaba el trabajo en un estudio no era equiparable a la espontaneidad de la elaboración de las obras al aire libre. Pero al contrario, Marie siguió apostando por el estilo de los nuevos pintores, llegando a declarar sobre Monet lo siguiente:

"Nadie ha llegado nunca a un poder de análisis de los valores tonales tan intenso y dulce al mismo tiempo [...] No puedo explicar hasta qué punto Monet me emociona, produce en mí sensaciones que me hacen feliz y que no hubiera descubierto por mí misma. Me abre los ojos y me hace ver mejor"

En el año 1873, Félix fue nombrado director artístico de la fábrica de cerámicas Haviland de Limoges, en la que Marie diseñó varios elementos de cubertería y donde creó su trabajo más ambicioso hasta el momento: la serie de paneles de gran tamaño bajo el tema de Las Musas del Arte que poco tiempo después, en el año 1878 presentó a la Exposición Universal de 1878. Fueron unas obras alabadas tanto por su compleja composición como por la precisión en el dibujo de los ropajes de las figuras, por lo que gracias al apoyo de Edgar Degas y algunos críticos de arte su serie fue mostrada en la cuarta Exposición impresionista en el año 1879. Su participación en esta exposición le supuso un cambio en su pintura y en su técnica, ya que a partir de ese momento tuvo una mayor relación con el círculo de pintores impresionistas. Sus cuadros crecieron en tamaño, su paleta empezó a plagarse de colores más vivos e intensos y comenzó a pintar al plain-air o aire libre.

### Exposición de 1880

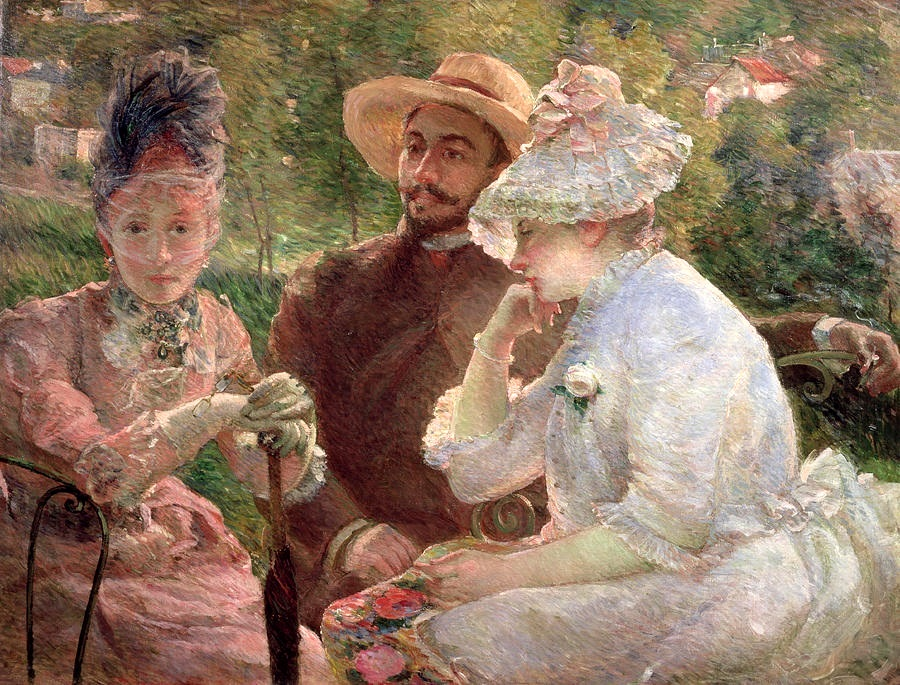
En la terraza de Sévres, Óleo sobre lienzo, 88 x 115 cm Ginebra, Asociation des Amis du Petit Palais.

En 1880 volvió a presentar tres pinturas en la quinta Exposición Impresionista. La primera de ellas era un lienzo titulado La Dama de Blanco, cuyo protagonismo recaía en el retrato de su hermana vestida enteramente de blanco sobre una alfombra rodeada de una masa vegetal. Resulta de una gran maestría el contraste que se produce entre los tonos pálidos con la vitalidad de los colores verdosos y ocres, enfatizados igualmente por los juegos de luminosidad que se perciben dentro del cuadro. El blanco fue uno de los colores que más atrajo a los pintores impresionistas, ya que maestros como Eugene Delacroix y Gustave Courbet les mostraron que los colores cambiaban según los tonos que tienen a su lado, y que no había blanco en la naturaleza: los blancos siempre están coloreados con reflejos que reconstruyen el efecto deseado en la distancia. Marie utilizó una composición muy del gusto impresionista, pues se puede establecer una comparación con obras de Monet de fechas coetáneas, como puede ser Mujer con sombrilla (1875) por el juego que se produce entre los blancos y los verdes.
El segundo cuadro que expuso se tituló La golondrina. En la pintura aparece su amigo y pintor impresionista Sisley junto a su esposa en una embarcación mientras observan por uno de los laterales, En el fondo de la misma se aprecia una vista de un puente. Se ha hablado que por el empleo de la potente diagonal utilizada en la composición y el uso de la perspectiva recuerda a las obras realizadas por las mismas fechas por Renoir, como se aprecia en El almuerzo de los remeros (1880-1881). Según los datos del crítico Philippe Burty el título de la pintura se debe al nombre del propio transporte, L’Hirondelle.
El que se ha calificado como el cuadro más impresionista de los tres es En la terraza de Sévres. Marie presentó la obra con el nombre de “Estudio del natural”, quizás con la intención de sugerir que se inspiraba de forma directa en la naturaleza. A pesar de ello, su hijo Pierre señaló posteriormente que para su ejecución realizó un gran número de bocetos y dibujos al óleo. La pintura está sumamente cuidada, tanto en composición como en técnica.
Aparecen tres figuras ricamente ataviadas que parecen perdidas en sus pensamientos y colocadas en un primer plano. La mujer de la izquierda es la única que tiene un contacto con el espectador, mientras sujeta de forma sutil unos anteojos en la mano izquierda. La figura de la derecha vestida de blanco apoya su cabeza sobre su mano de forma pensativa, gesto característico de la melancolía. El hombre porta un sombrero de paja sobre su cabeza mirando hacia uno de los laterales. Una de sus manos se encuentra sobre el regazo de sus piernas, mientras que la otra, -apoyada en el respaldo de la silla de su compañera-, sostiene un cigarro. Al fondo del lienzo aparece un escenario vegetal con la presencia de algunos edificios, probablemente de la zona de Sévres, ciudad donde vivía la familia de los Bracquemond.
No hay una seguridad total de quienes son los protagonistas que aparecen retratados, a pesar de que en la exposición retrospectiva organizada en la Galería Bernheim-Jeune en el año 1962 se expusiera con el título En la terraza con M.Fantin Latour en Sévres. Es por ello que se asumió que los representados serían el artista Fantin- Latour y su esposa Victoria Dubourg con la propia Marie a la izquierda. Sin embargo, Pierre Bracquemond aseguraba que su madre utilizó como modelo a su hermana Louise para pintar a ambas mujeres. Estas dos figuras guardan un gran parecido con la figura que aparece en otra pintura suya bajo el nombre “La Merienda” (1880) para la que posó su hermana. De todos modos, el hombre podría seguir vinculándose con el artista anteriormente comentado. Este cuadro fue señalado por Gustave Geffroy como un ejemplo de la “visión renovada” de Marie tras haber sido cautivada con la producción de figuras como Monet y Renoir. La principal intención de la autora en esta obra es la creación de los diferentes matices de la luz sobre los colores a través de pinceladas rápidas. El vestido blanquecino de la mujer de la derecha está elaborado por medio de pinceladas de tonos azules y rosas, imitando los efectos y las impresiones de la luz del sol brillando a través de la tela.

### Final de su actividad artística
Los comentarios que los críticos contemporáneos hicieron a la obra de Marie Bracquemond hace pensar que la pintora gozó de un cierto reconocimiento en vida, sobre todo en su etapa más académica. A pesar de ello, parece que los continuos reproches de su marido acabaron desanimando a la artista, haciendo que abandonara totalmente la pintura a partir del año 1890. Se retiró del mundo entre artistas con el que se relacionaba y de las exposiciones, convirtiéndose en una desconocida fuera del limitado campo de personas que estaban al tanto de su producción. De forma paralela, el reconocimiento de Félix Bracquemond siguió creciendo, consiguiendo el nombramiento de Oficial de la Legión de Honor y la Medalla de Honor de la Exposición Universal de 1900. Su hijo Pierre da idea del ambiente opresivo en el que su madre vivía cuando trabajaba en casa:

“Satisfecha con algunos de sus cuadros, quería mostrarlos, deseaba contactar con otros artistas, y soñaba con el éxito y con una vida de lucha y de productividad”

Su trabajo no obtuvo el reconocimiento oficial hasta tres años después de su muerte, en 1919, con motivo de la exposición organizada por su amigo Gustave Geffroy y por su hijo Pierre en la Galerie Berheim-Jeune de París. En esta exposición se mostraron al público noventa pinturas de la artista, treinta y cuatro acuarelas, veintitrés dibujos y nueve grabados. Aunque esta misma galería realizó una segunda exposición de Marie en el año 1962, en la que se mostraron 38 pinturas al público, la mayor parte de su inventario es aún desconocido. En la actualidad sigue siendo complicado hacerse una idea del conjunto de su tarea artística, ya que la mayoría de sus obras se encuentran en colecciones particulares y de forma muy repartida. Solo cuando se disponga de un catálogo razonado de su producción será posible valorar de forma completa sus logros como pintora.

## Estilo de su obra
Las pinturas de Marie Bracquemond reúnen las características prototípicas del movimiento impresionista, pero a su vez están cargadas de una individualidad propia que las caracteriza. Gran parte de su producción son retratos de su familia y de amigos combinados con zonas de vegetación y paisajes. Muchas de sus obras ponen de manifiesto un gran interés por la creación de volúmenes y por la apuesta de profundidad en las formas, como se aprecia en La Merienda y en Las Tres Gracias. La paleta cromática que utiliza Marie trasmite el contraste de los tonos más luminosos, -protagonizados por la pureza del blanco-, con los colores más fríos, como son los azules y verdes propios del ambiente natural. La pincelada en todos sus lienzos es suelta y rápida, pero diferente en función de lo representado: los objetos y los personajes suelen estar más definidos y contorneados, a diferencia de los fondos y paisajes que están labrados normalmente a través de manchas.
Es original que los personajes de los cuadros, o bien, desafíen al espectador con la mirada o bien, lo ignoren por completo, dándole la espalda u ofreciendo uno de sus perfiles, como se observa en Bajo la lámpara y En la terraza de Sévres. Su manera de abordar la luz y el color son un reflejo de las clases de Marie sobre el Impresionismo, haciendo que sus pinturas se relacionen con las de Renoir y Monet. Los brillos de las composiciones se concentran en la superficie, conseguidos por el uso directo de los colores puros y de consistencia opaca. En lo que al proceso de creación y de preparación se refiere, Bracquemond siguió siento tradicional en su modo de trabajar, realizando previamente bocetos y estudios perfectamente detallados. Es posible que el campo de la acuarela le permitiera una exploración hacia diferentes tonos de color y variaciones de luz.

## Galería

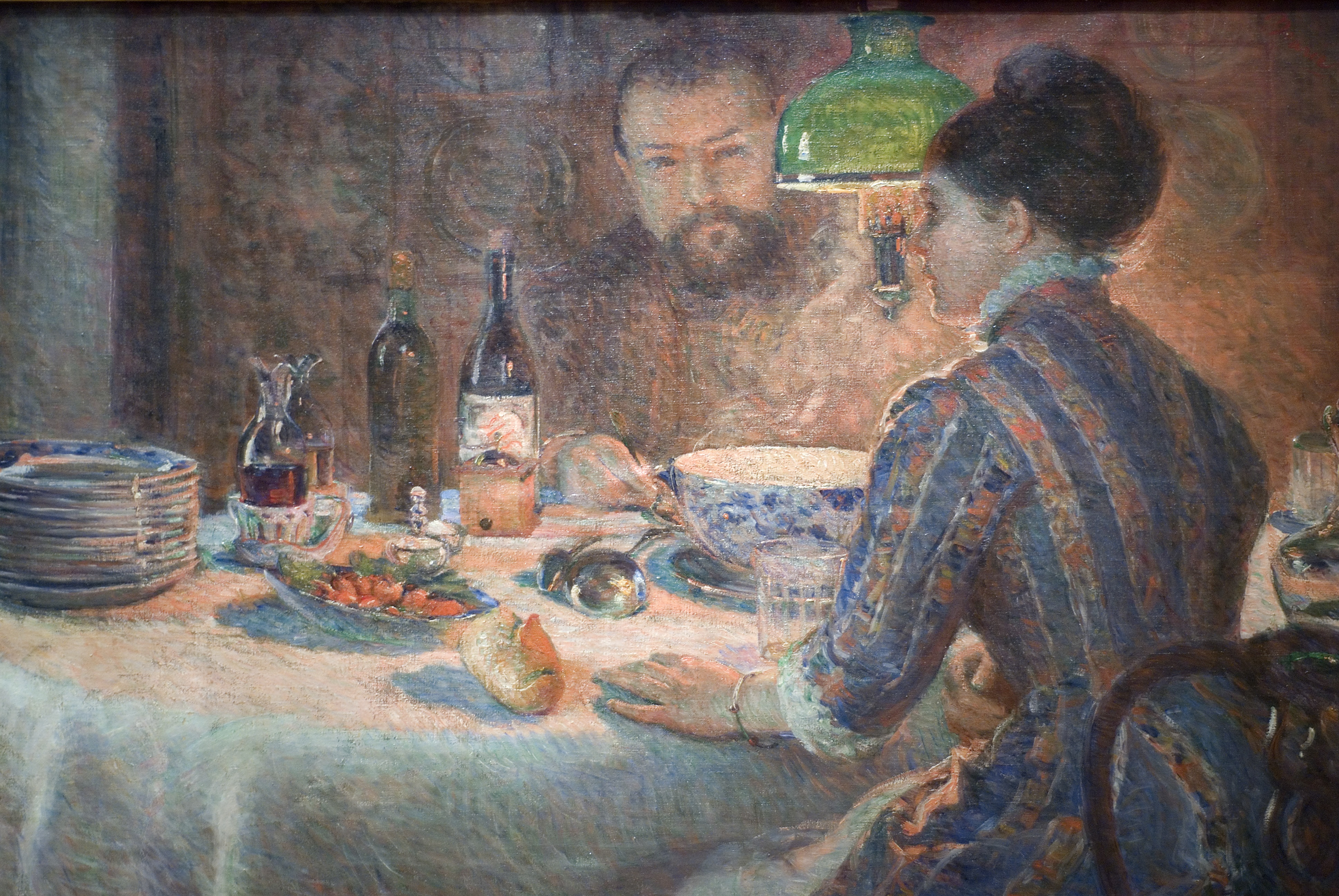
Marie Bracquemond, Bajo la lámpara, 1887.
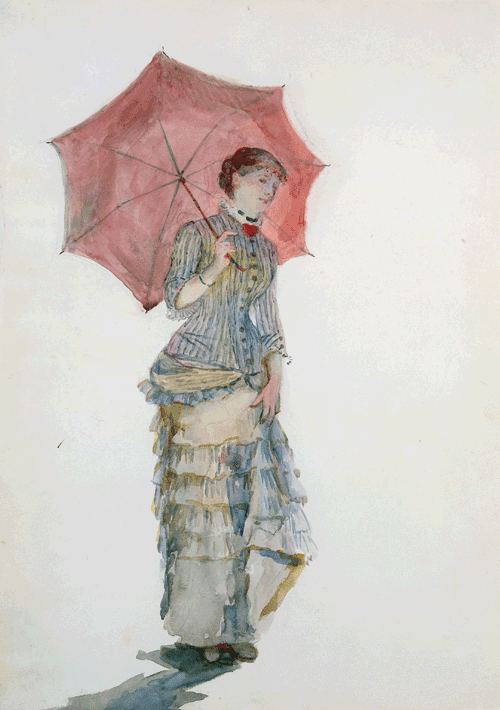
Mujer con paraguas, 1880.
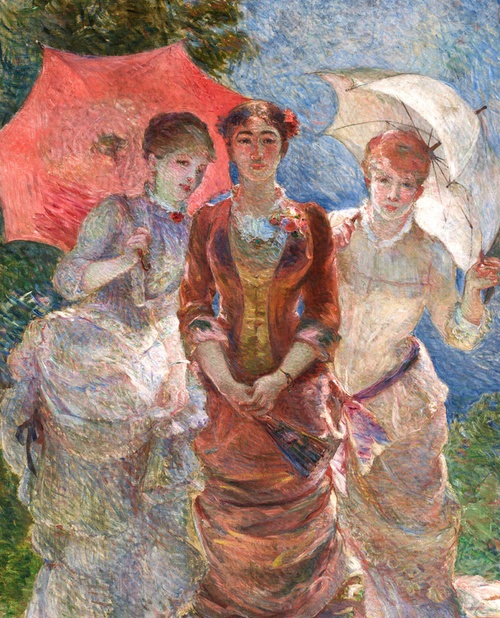
Tres mujeres, 1880.
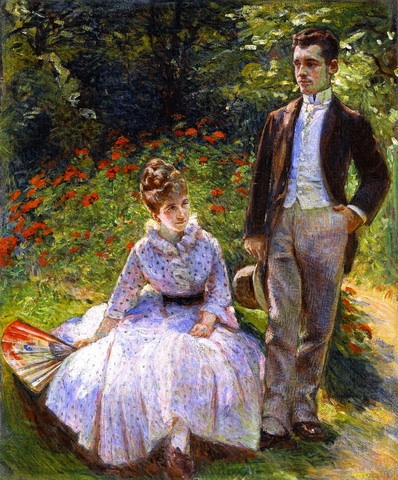
El hijo de la artista y su hermana en el jardín de Sèvres, 1890.
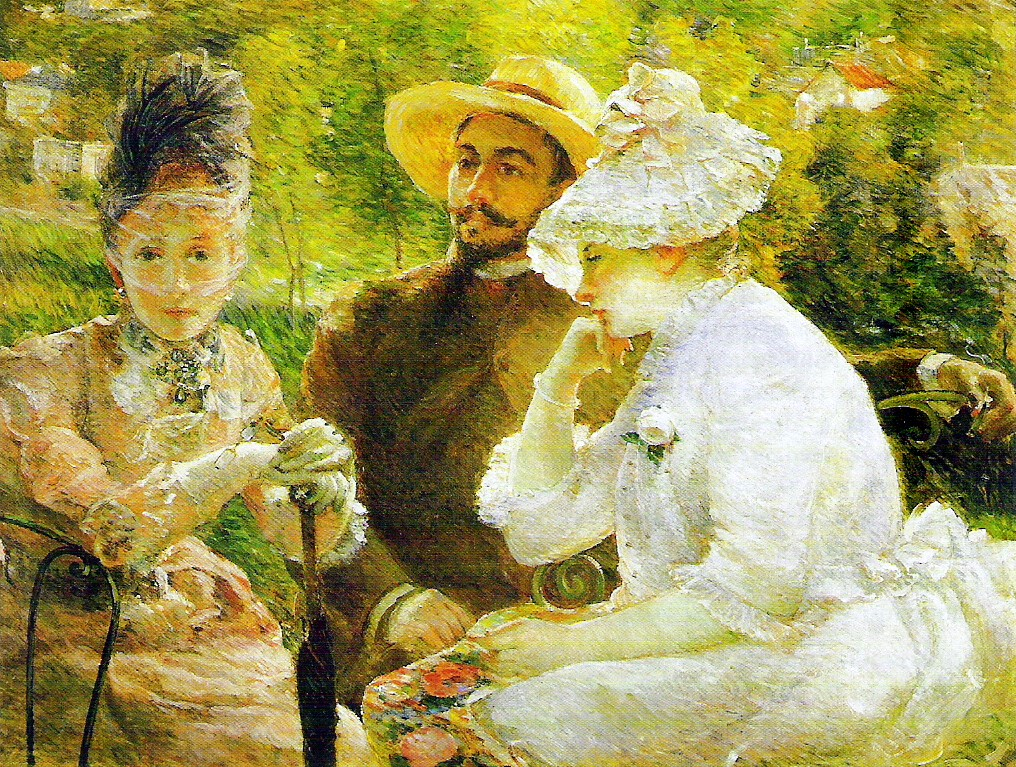
En la terraza de Sèvres, 1880.

## Obras
- Autorretrato (1870)
- Mujer en el jardín (1877)
- Louise Quivaron en el jardín (1877)
- Pierre de niño (1878)
- Dama de blanco (1880)
- La Merienda (1880)
- Mujer con sombrilla (1880)
- Las Tres Gracias (1880)
- En la Terraza de Sévres (1880)
- Pierre pintando un bodegón de flores (1887)
- Bajo la lámpara (1887)
- Pierre y su tía en el jardín de Sévres (1886)
- Vista del jardín desde la ventana (1890)